# Hesperantha coccinea
Hesperantha coccinea  (sin: Schizostylis coccinea) es un especie herbácea, perenne y rizomatosa nativa de Sudáfrica y perteneciente a la familia Iridaceae.
Esta flor difiere de otras de su género en el color de las flores y en la presencia de rizoma. No obstante, estas dos últimas características no fueron consideradas de relevancia por los taxónomos para mantener a la entonces conocida como Schizostylis coccinea separada del género Hesperantha, con la que comparte varias características en común como el número cromosómico básico y las características florales. Por esa razón, además de por ser la única especie del género Schizostylis, fue transferida al género Hesperantha como Hesperantha coccinea.

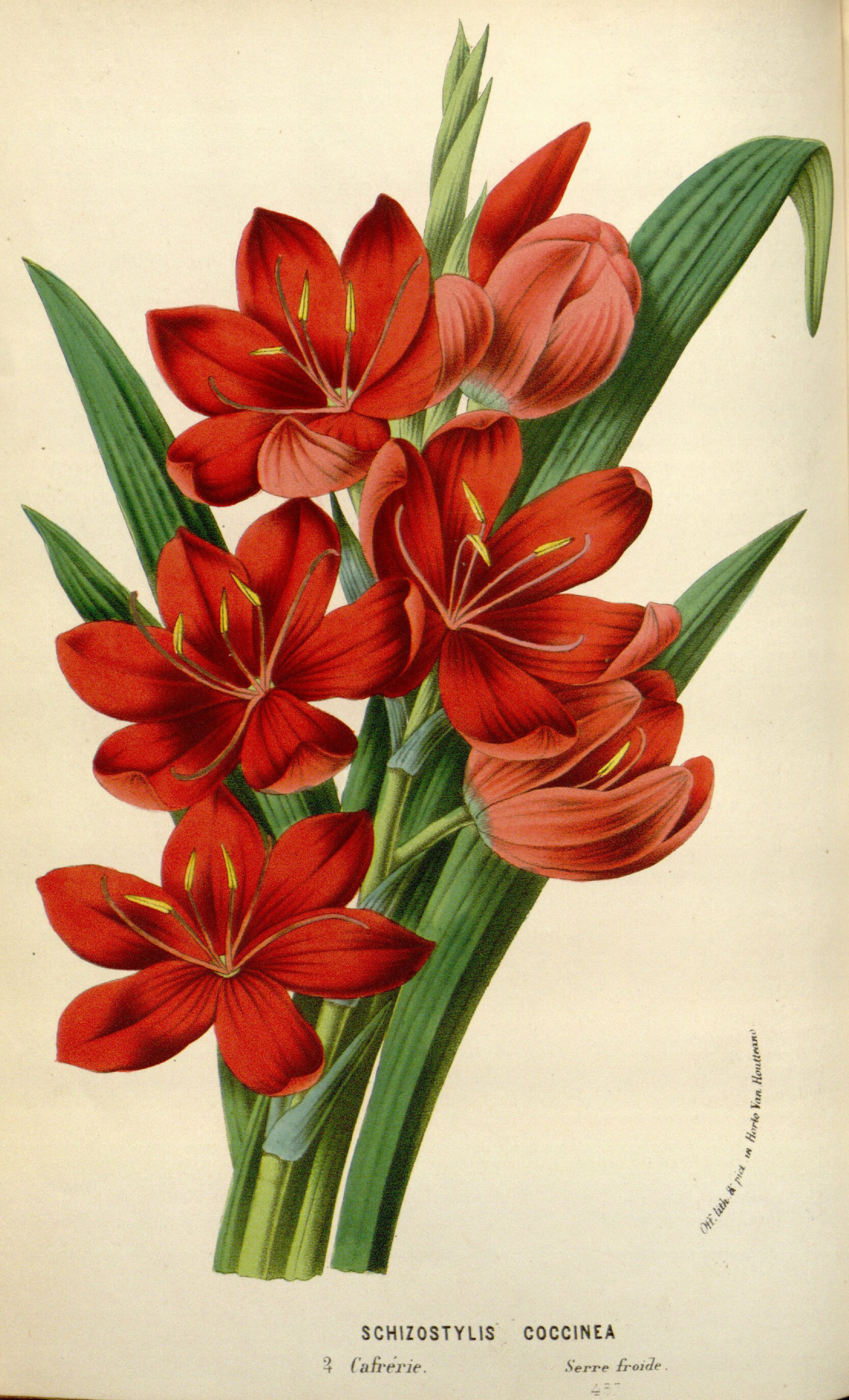
Ilustración

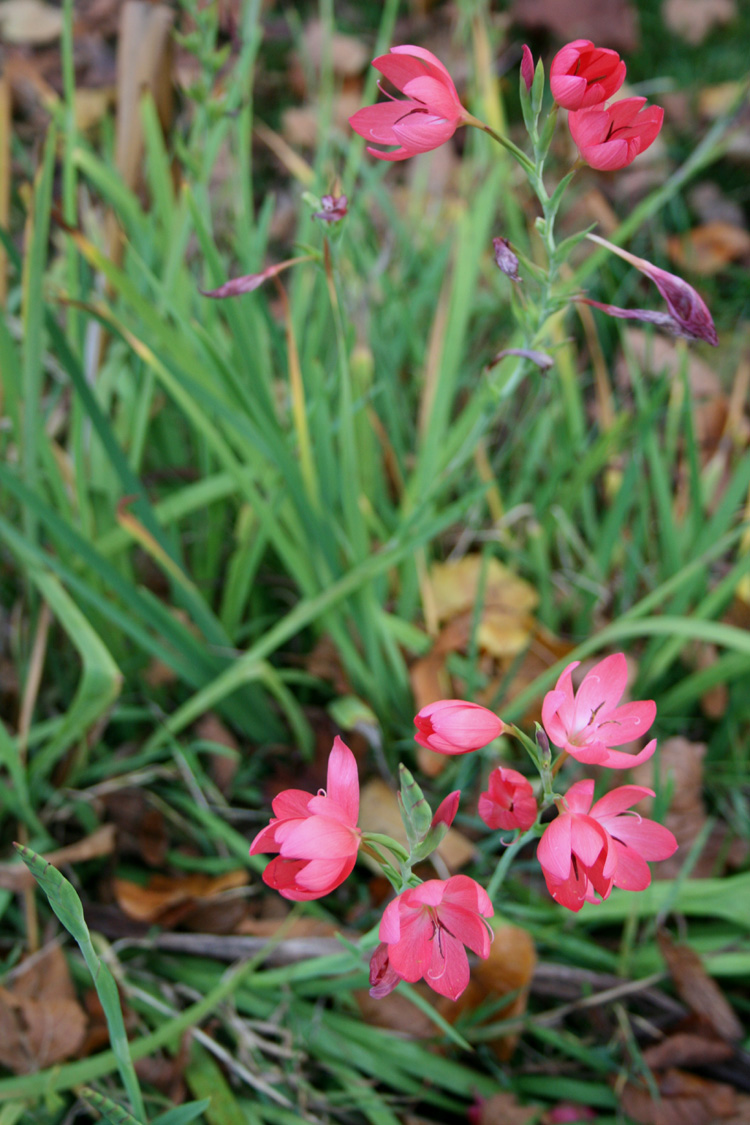
Vista de la planta

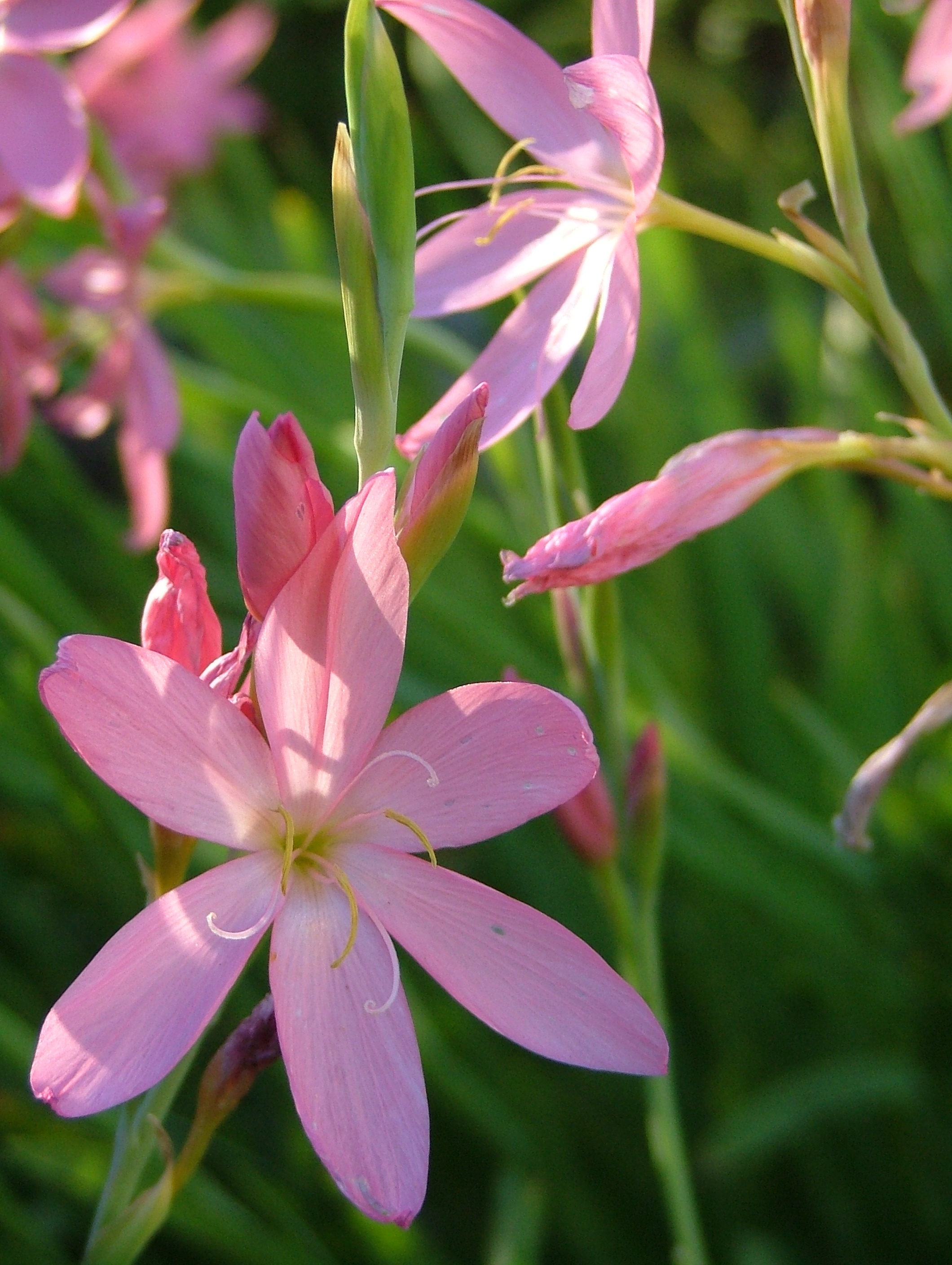
Vista de las flores

## Descripción
Crece hasta los 60 cm de altura y presenta hojas lanceoladas, paralelinervadas de 40 cm de largo por 1 cm de ancho. Las flores, actinomorfas y hermafroditas, con 6 tépalos rojo escarlata, ocasionalmente rosados o blancos, llegan hasta los 5 cm de diámetro. Los estilos y los filamentos de los estambres también son de color rojo, mientras que las anteras son negras. Las flores, en número de 4 a 10, se disponen alternadamente en una grácil espiga. Florece hacia fines del verano y en otoño. El número cromosómico es x=13. 
Es una planta semi-acuática que en su hábitat natural crece en suelos anegados estacional o temporalmente, cerca de cursos de agua. Popularmente se la conoce como "lirio de agua", "lirio del río" o "lirio kafir". 

## Usos
Se la cultiva como planta ornamental por sus atractivas flores y por la época del año en que florece. También se la utiliza como flor cortada ya que sus flores duran mucho en agua. 
Para su cultivo, prefiere lugares soleados y un suelo con buen cantidad de materia orgánica y buena retención de agua. Existe una vasta gama de cultivares, entre los que se pueden citar:
- Hesperantha (=Schizostylis) coccinea 'Major' con tépalos rojo brillantes y de flores más grandes y vigorosas que las de las formas silvestres.
- Hesperantha (=Schizostylis) coccinea 'Mrs Hegarty' de flores rosadas y anteras amarillas. El nombre está dedicado a la señora que encontró esta rareza en su jardín en 1914.
- Hesperantha (=Schizostylis) coccinea "Alba" de flores blancas.

El "lirio del río" es una planta de crecimiento rápido y puede propagarse fácilmente por división de las matas. La estación más adecuada para hacerlo es el invierno. También puede multiplicarse a través de semillas, sembrándolas durante la primavera temprana.

## Taxonomía
Hesperantha coccinea fue descrita por (Backh. & Harv.) Goldblatt & Manning  y publicado en Novon 6(3): 263. 1996.
Etimología
Hesperantha: nombre genérico que deriva de las palabras griegas: ἑσπέρα hespera para "tarde" y ἄνθος anthos para "flor" que se refiere a "flor de la noche". 
coccinea: epíteto latíno que significa "escarlata".
Sinonimia
- Schizostylis coccinea Backh. & Harv., Bot. Mag. 90: t. 5422 (1864).
- Schizostylis pauciflora Klatt, Linnaea 35: 380 (1867).
- Schizostylis ixioides Harv. ex Baker, J. Linn. Soc., Bot. 16: 108 (1877).[4]